# Xã Whitestone Hill, Quận Sargent, Bắc Dakota
Xã Whitestone Hill (tiếng Anh: Whitestone Hill Township) là một xã thuộc quận Sargent, tiểu bang Bắc Dakota, Hoa Kỳ. Năm 2010, dân số của xã này là 85 người.